# Grądzkie (stacja kolejowa)
Grądzkie – zlikwidowana w 1945 roku stacja kolejowa w Grądzkich na linii kolejowej Olecko – Kruklanki, w powiecie giżyckim, w województwie warmińsko-mazurskim.